# Oncothericles luteifrons
Oncothericles luteifrons är en insektsart som beskrevs av Marius Descamps 1977. Oncothericles luteifrons ingår i släktet Oncothericles och familjen Thericleidae. Inga underarter finns listade i Catalogue of Life.